# Renault Express (2020)

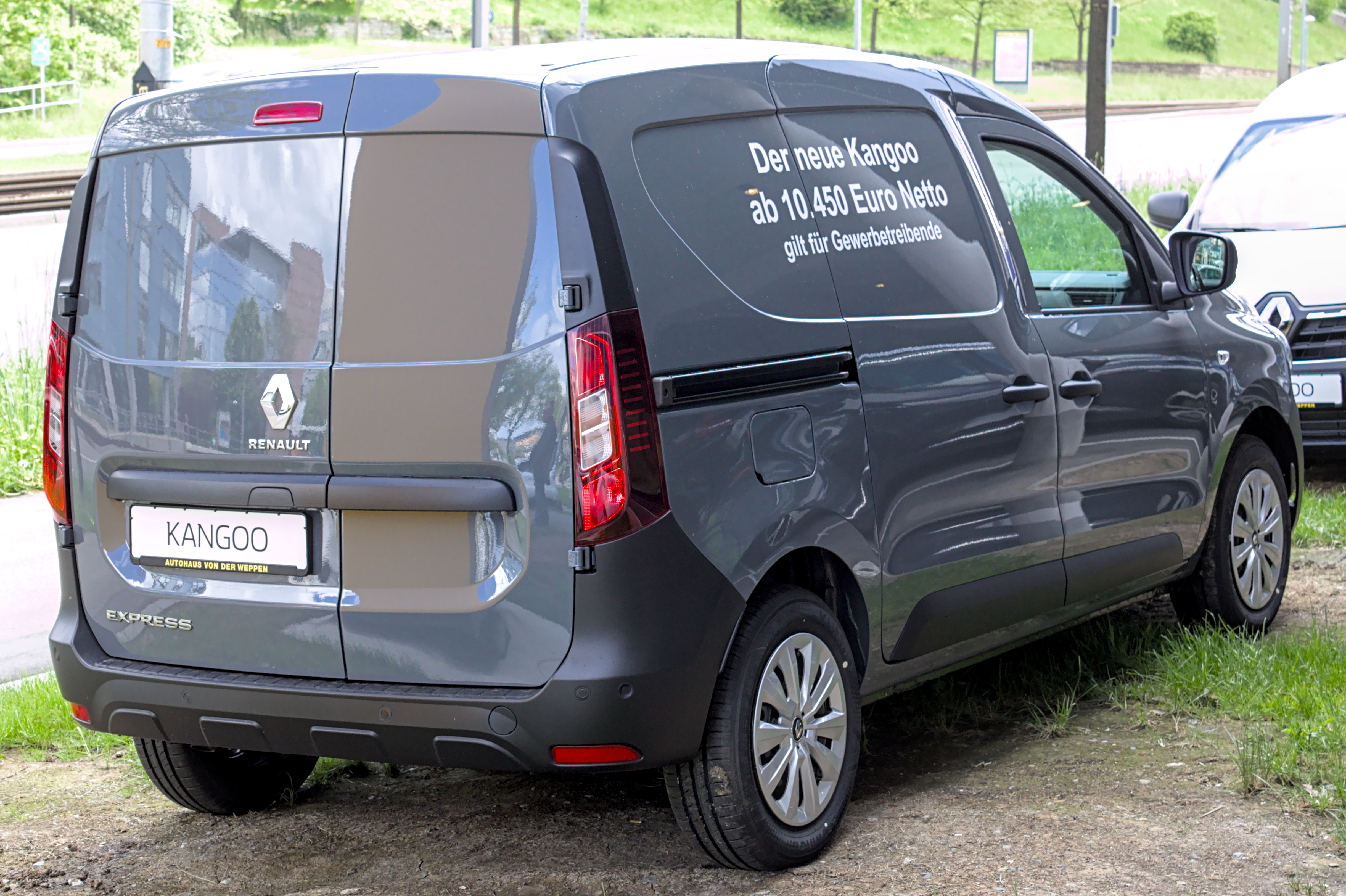
Renault Kangoo Express

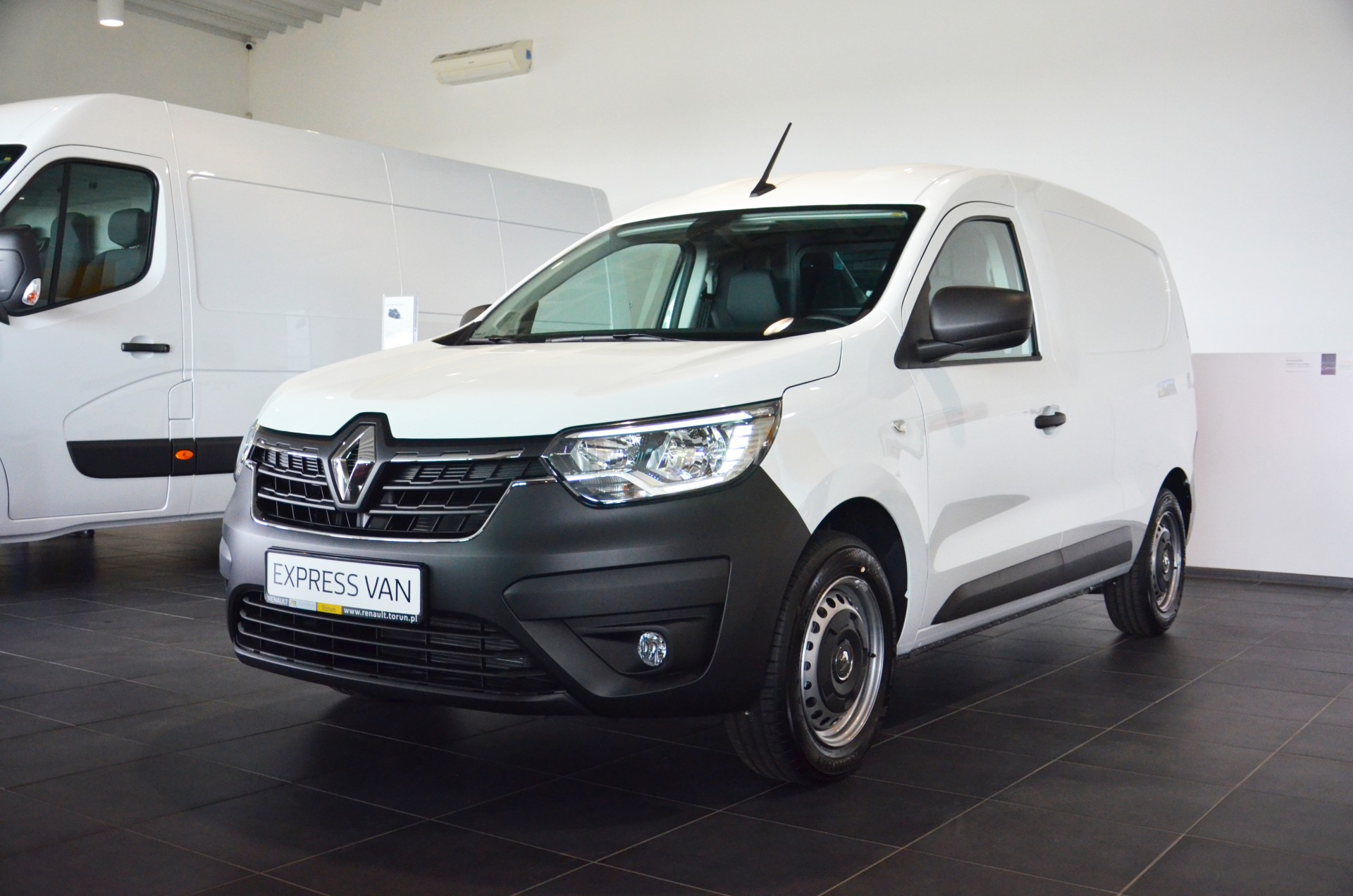
Renault Express

Renault Express — французский автомобиль многоцелевого назначения, выпускаемый компанией Renault с ноября 2020 года. Базовой моделью для Renault Express стала Dacia Dokker.
Автомобиль является дешёвой альтернативой Renault Kangoo. От модели Dacia Dokker он отличается бампером, эмблемой и фарами.
Фургоны поставляются в Европу, а минивэны — в Африку и на Ближний Восток. При разработке интерьера был учтён опыт Renault Duster.
Вместо магнитолы в салоне присутствует система Connect R&Go. В отличие от предшественника, автомобиль оснащён шестиступенчатой трансмиссией.
Существует также пикап грузоподъёмностью 675 кг.

## Двигатели
|                       | 1.5 BlueDci     | 1.5 BlueDci  | 1.3 Tce      |
| --------------------- | --------------- | ------------ | ------------ |
| Количество цилиндров  | 4               | 4            | 4            |
| Объём                 | 1461            | 1461         | 1330         |
| Мощность              | 75 л. с.        | 95 л. с.     | 100 л. с.    |
| Крутящий момент       | 220 Н*м         | 240 Н*м      | 200 Н*м      |
| Трансмиссия           | 6-скор. МКПП    | 6-скор. МКПП | 6-скор. МКПП |
| Максимальная скорость | 148 100         | 161          | 166          |
| Разгон до 100 км/ч    | 16,3 сек.       | 13 сек.      | 11,9 сек.    |
| Расход топлива        | 5,1/5,4 4,6/5   | 5,1/5,3      | 6,8/7,1      |
| Выбросы CO2           | 133/141 120/132 | 134/140      | 153/160      |

## Модификации
- Essential
- Comfort